# За бортом (фільм, 2018)
«За бортом» (англ. Overboard) — романтична кінокомедія 2018 року з Евхеніо Дербесом та Анною Фаріс у головних ролях.

## Сюжет
Мати-одиначка Кейт Салліван виховує трьох доньок, працює на кількох роботах, навчається на курсах медсестер і ледве зводить кінці з кінцями. Її наймають прибрати розкішну яхту багатія та плейбоя Леонардо Монтенегро. Після суперечки чоловік вирішує не платити їй за роботу та викидає її з речами за борт. Вночі Леонардо падає у воду. Він прокидається в лікарні з повною втратою пам'яті. Кейт йде на обман: подруга Тереза допомагає підробити фотографії та документи й в лікарні Салліван представляється дружиною Лео. Окрім того, що Лео доводиться важко працювати будівельником, дружина звалює всю роботу по господарству на нього. З часом обидва проникаються почуттями один до одного, доньки прив'язуються також. Кейт починає відчувати провину й думає сказати йому правду, але змінює свою думку, побачивши, як дівчатам подобається, коли він поруч. Натомість вони проводять вечір, святкуючи нове відкриття Кейт: це їхній ювілей. 
Тим часом сім'я Лео проводить панахиду за ним, коли з'являється його фотографія на пляжі. Зрозумівши, що Магдалена збрехала, містер Монтенегро відправляється шукати Лео. Пам'ять Лео повертається, і він розуміє, що сталося. Ображений і розлючений Лео повертається на свою яхту. Дівчата зі сльозами біжать за ним і благають його залишитися, але безуспішно.
Кейт вирішує поїхати за Лео, і вона з дівчатами поспішає до піцерії, щоб позичити човен Боббі, щоб погнатися за яхтою. Тим часом Лео усвідомлює, наскільки егоїстичним і претензійним було його життя до зустрічі з Кейт і дівчатами. Він розуміє, що хоче бути з ними, і змушує капітана повернути човен. Містер Монтенегро намагається його зупинити, але Лео стрибає у воду. Кейт робить те саме, коли вони підпливають одне до одного й обмінюються поцілунком. Лео відкидає погрози свого батька, який у процесі вирішує назвати Софію своєю новою наступницею, оскільки він розлючений як на Лео, так і на Магдалену.
Лео повертається до життя з Кейт і дівчатами. Колишній співробітник Лео Колін приїжджає, щоб запропонувати свої послуги няні. Сказавши, що вони не можуть собі його дозволити, він згадує, що Софія послала його нагадати Лео, що він все ще законно володіє яхтою вартістю 60 мільйонів доларів. Кейт і Лео одружуються на борту. Під час останніх титрів друзі та родина тостують за молодят.

## У ролях
| Актор            | Роль                 |
| ---------------- | -------------------- |
| Евхеніо Дербес   | Леонардо Монтенегро  |
| Анна Фаріс       | Кейт Салліван        |
| Єва Лонгорія     | Тереза               |
| Джон Ганна       | Колін                |
| Свузі Керц       | Грейс Салліван       |
| Фернандо Лухан   | Папі                 |
| Мел Родрігес     | Боббі                |
| Мар'яна Тревіньо | Софія Монтенегро     |
| Сесилія Суарес   | Магдалена Монтенегро |
| Омар Чапарро     | Бурро                |
| Хесус Очоа       | Віто                 |
| Емілі Меддісон   | Аманда               |

## Створення фільму

### Виробництво
Зйомки фільму проходили в Ричмонді, Британська Колумбія, Канада.

### Знімальна група
- Кінорежисер — Роб Грінберг
- Сценаристи — Боб Фішер, Леслі Діксон, Роб Грінберг
- Кінопродюсери — Еухеніо Дербес, Бен Оделл
- Композитор — Лайл Воркмен
- Кінооператор — Майкл Барретт
- Кіномонтаж — Лі Гексолл
- Художник-постановник — Брент Томас
- Артдиректор — Шеннон Гровер
- Художник-декоратор — Зої Хирік
- Художник з костюмів — Карін Носелла
- Підбір акторів — Кра Ейд, Трішия Вуд, Кріс Воз, Ліза Загорія[2]

## Сприйняття
Фільм отримав схвальні відгуки. На сайті Rotten Tomatoes оцінка стрічки становить 26 % на основі 73 відгуки від критиків (середня оцінка 4,2/10) і 62 % від глядачів із середньою оцінкою 3,5/5 (1 546 голосів). Фільму зарахований «гнилий помідор» від кінокритиків та «попкорн» від глядачів, Internet Movie Database — 5,7/10 (8 364 голосів), Metacritic — 42/100 (27 відгуків критиків) і 4,4/10 (36 відгуків від глядачів).